# Bequillos
Bequillos är en ort i Mexiko.   Den ligger i kommunen Mocorito och delstaten Sinaloa, i den västra delen av landet, 1 100 km nordväst om huvudstaden Mexico City. Bequillos ligger 191 meter över havet och antalet invånare är 142.
Terrängen runt Bequillos är kuperad åt sydost, men åt nordväst är den platt. Runt Bequillos är det mycket glesbefolkat, med 6 invånare per kvadratkilometer. Närmaste större samhälle är Mocorito, 13,5 km väster om Bequillos. I omgivningarna runt Bequillos växer huvudsakligen savannskog.